# Aer Lualdi L.59
Pour les articles homonymes, voir Lualdi et L.59.
 (février 2011).
Si vous disposez d'ouvrages ou d'articles de référence ou si vous connaissez des sites web de qualité traitant du thème abordé ici, merci de compléter l'article en donnant les références utiles à sa vérifiabilité et en les liant à la section « Notes et références ».
L’Aer Lualdi L.59 est un prototype d'hélicoptère italien quadriplace construit en 1959/60.

## Destiné à la production de série
C'était une version de série du L.55, avec une cabine plus largement vitrée et quadriplace. Les premiers essais eurent lieu en 1960 et en 1961 le prototype [I-GOGO] s’attribua toute une série de records à l’occasion du Salon Aéronautique de Paris[réf. nécessaire][Lesquels ?]. En août, il eut même les honneurs d’une délégation de la FAA pour assister aux essais de certification, Carlo Lualdi espérant commercialiser son hélicoptère aux États-Unis.

## Un espoir déçu
En janvier 1959 l’armée italienne avait exprimé son plus vif intérêt pour le L.59, allant jusqu’à commander une présérie de 20 exemplaires. Aer Lualdi n’ayant pas les moyens de productions nécessaires, Carlo Lualdi était parvenu à intéresser Aermacchi, qui réalisa un second prototype pour les essais militaires et prépara le lancement d’une série de 50 machines. Mais l’armée italienne se désintéressa très rapidement du L.59 et la commande ne fut jamais confirmée[réf. nécessaire].

## Un appareil économique sans marché
Le 25 juin 1962, le prototype [I-GOGO] effectuait encore des essais sur l’aéroport international de Rome Fiumicino, mais les finances d’Aer Lualdi étaient au plus bas et la société fut dissoute en 1964 faute d’avoir trouvé des clients pour un appareil honnête, qui était proposé au prix unitaire de 17 millions de Lires, alors que le Bell 47 en valait 36.

## Le prototype au Musée
Devenu inutile, le [I-GOGO] fut mis à la disposition de l’Institut Technique Arturo Malignani à Udine pour étudier les principes de la construction d’aéronefs. Avec l’aide de la société Lima Spa, dirigée par le fils de Carlo Lualdi, il a été remis en état en 2005 et est exposé sur l’aéroport de Campoformido depuis le 25 mars 2006.